# Hijo de la Luna
«Hijo de la Luna» (с исп. — «Сын Луны») — песня-баллада, первоначально исполненная испанской группой Mecano. Появилась на их альбоме 1986 Entre el cielo y el suelo. С 28 декабря 1998 до 11 января 1999 кавер-версия певицы Loona была лидером немецких чартов, в течение того же самого времени, достигла второго номера в швейцарском чарте.

## О композиции
В песне говорится о безответной любви цыганки к цыгану. Цыганка готова на все, чтобы добиться взаимности: Луна готова исполнить её желание, но с условием, что своего первого сына цыганка отдаст ей. Она соглашается. Цыганка выходит замуж за любимого, но у родившегося у них сына совершенно белая кожа и серые глаза. Цыган решает, что жена изменила ему, и убивает её, а сына он относит на вершину высокой горы и оставляет там. Если на небе полнолуние, значит, ребенок счастлив, а когда ребенок начинает плакать, луна превращается в колыбель-полумесяц, чтобы качать младенца.